# Reismühl
Die Reismühle, amtlich Reismühl (früher Reismühle), ist ein Gemeindeteil von Gauting im oberbayerischen Landkreis Starnberg.

## Lage
Die Einöde liegt an der Würm gut einen Kilometer südlich vom historischen Zentrum Gautings.

## Geschichte
Erstmals urkundlich erwähnt wurde 1281 die Schenkung der Reismühle von Ludwig IV. an die Dominikanerinnen von Altenhohenau. Zudem soll der Sage nach Karl der Große in der Reismühle geboren worden sein.

## Einwohnerentwicklung
| Jahr          | 1861  | 1871  | 1900  | 1925   | 1950   | 1961   | 1970   | 1987  |
| Einwohnerzahl | 18    | 14    | 13    | 15     | 20     | 19     | 18     | 16    |
| Quelle        | [ 6 ] | [ 8 ] | [ 9 ] | [ 10 ] | [ 11 ] | [ 12 ] | [ 13 ] | [ 1 ] |

## Reismühle
Im Jahr 1846 übergab Jakob Koch die Mühle mit Sägewerk und Landwirtschaft an seinen Schwiegersohn Johann Baptist Guggemos. Seitdem befindet sich die Mühle im Familienbesitz. 
Im Jahr 1925 brannte die Mühle ab und wurde wieder aufgebaut. Schließlich fand 1959 eine Modernisierung der Gebäude statt. Der Mühlenbetrieb wurde im Juli 1998 eingestellt, die Gebäude werden seitdem anderweitig genutzt. Im Jahr 2022 ist ein Fitnessstudio der größte Mieter. Außerdem sind mehrere Künstlerateliers in den Gebäuden untergebracht.